# Lyktbuske
Lyktbuske (Pavonia × gledhillii) är en städsegrön buske ur familjen malvaväxter. Det är en hybrid mellan Pavonia makoyana och Pavonia multiflora. Den odlas ofta felaktigt under namnet Pavonia multiflora.

## Synonymer
- Pavonia intermedia hort. non A.St.Hil.